# Crvotočnice
Crvotočnice (crvotočine, likofiti; lat. Lycopodiopsida), jedan od razreda papratnjača u koje su tradicionalno svrstavane s pravim papratima (Polypodiopsida, Filicatae), preslicama  (Equisetatae) i izumrlim razredom psilofite (Psilophytatae), s kojima čine odjeljak nižih vaskularnih biljaka.
Crvotočnice su dana podijeljene na redove Lycopodiales koji ime nosi po rodu crvotočina ili prečica (Lycopodium), Isoetales s rodom črnovka i Selaginellales s rodom selagina (Selaginella)
Crvotočnice su zeljasto bilje dijelom izosporne (Lycopodiales), dijelom heterosporne (Selaginellales i Isoetales).
Rod Lycopodium kojemu pripada i vrsta kijačasta prečica pospješuje izlučivanje mokračne kiseline, te se koristi u liječenju gihta. Zbog toga što joj spore lako izgaraju u srednjem vijeku su korištene za postizanje pirotehničkih efekata, a kasnije i za stvaranje bljeska prilikom fotografiranja.

## Opći opis
Lycopodiopsida je razred vaskularnih biljaka također poznatih kao likopodi ili likofiti. Pripadnici razreda nazivaju se još i crvotočine. Imaju dihotomno razgranate stabljike koje nose jednostavne listove koji se nazivaju mikrofili i razmnožavaju se pomoću spora koje se nose u sporangijima na stranama stabljika na dnu lišća. Iako su žive vrste male, tijekom karbona izumrli oblici slični drvetu (Lepidodendrales) formirali su ogromne šume koje su dominirale krajolikom i pridonijele naslagama ugljena.
Nomenklatura i klasifikacija biljaka s mikrofilima značajno varira među autorima. Konsenzusnu klasifikaciju za postojeće (žive) vrste izradila je 2016. Pteridophyte Phylogeny Group (PPG I), koja ih sve svrstava u razred Lycopodiopsida, koji uključuje razrede Isoetopsida i Selaginellopsida koji se koriste u drugim sustavima. (Vidi tablicu 2.) Alternativni sustavi klasifikacije koristili su rangove od odjela (filuma) do podrazreda. U sustavu PPG I razred je podijeljen u tri reda, crvotočine ili Lycopodiales, Isoetales i Selaginellales.

## Karakteristike
Mahovine (Lycopodiales) su homosporne, ali rodovi Selaginella (selagine) i Isoetes (črnovke) su heterosporni, sa ženskim sporama većim od muških. Kao rezultat oplodnje, ženski gametofit stvara sporofite. Nekoliko vrsta Selaginella kao što su S. apoda i S. rupestris također su živorodne; gametofit se razvija na matičnoj biljci, a tek kada su primarni izdanak i korijen sporofita dovoljno razvijeni za neovisnost, nova se biljka spušta na tlo. Mnogi gametofiti klupavih mahovina su mikoheterotrofni i dugovječni, borave pod zemljom nekoliko godina prije nego što izađu iz zemlje i napreduju do stadija sporofita. 
Lycopodiaceae i Selaginella jedine su vaskularne biljke s biflagelastom spermijom, predačkom osobinom kopnenih biljaka koja se inače može vidjeti samo kod briofita. Jedina iznimka su Isoetes i Phylloglossum, koji su neovisno razvili spermatozoidne stanice s više bičeva s otprilike 20 bičeva  (bičevi spermija u drugim vaskularnim biljkama mogu brojati najmanje tisuću, ali potpuno ih nema u sjemenskim biljkama, osim kod ginka i cikasa). Budući da samo dvije flagele postavljaju ograničenje veličine genoma, najveće poznate genome u razredu nalazimo kod Isoetes, budući da višeflagelirani spermij nije izložen istom selekcijskom pritisku kao dvoflagelalni spermij u pogledu veličine. 

## Taksonomija

### Filogenija
Postojeće likofite su vaskularne biljke (traheofite) s mikrofilnim listovima, po čemu se razlikuju od eufilofita (biljke s megafilnim listovima). Općenito se vjeruje da su sestrinska skupina postojećih likofita i njihovih najbližih izumrlih srodnika zosterofili, parafiletska ili plesijska skupina. Ignorirajući neke manje izumrle taksone, evolucijski odnosi su kao što je prikazano u nastavku. 
| †zosterophyll  | (višestruke grane, incertae sedis)       |
|                | (višestruke grane, incertae sedis)       |
| lycopodiopsida | živi likofiti i njihovi izumrli srodnici |
|                | živi likofiti i njihovi izumrli srodnici |

|  | papratnjače & Equisetales  |
|  |                            |
|  | spermatophyta (sjemenjače) |
|  |                            |

| †zosterophyll  | (višestruke grane, incertae sedis)       |
|                | (višestruke grane, incertae sedis)       |
| lycopodiopsida | živi likofiti i njihovi izumrli srodnici |
|                | živi likofiti i njihovi izumrli srodnici |

|  | papratnjače & Equisetales  |
|  |                            |
|  | spermatophyta (sjemenjače) |
|  |                            |

Od 2019. postoji široka suglasnost, potkrijepljena i molekularnim i morfološkim dokazima, da se postojeće likofite dijele u tri skupine, koje se tretiraju kao redovi u PPG I, te da su one, zajedno i pojedinačno, monofiletne, povezane kao što je prikazano u kladogram ispod: 
|  | lycopodiales                                                 |
|  |                                                              |
|  | \| \| Isoetales \| \| \| \| \| \| Selaginellales \| \| \| \| |
|  |                                                              |
|  | Isoetales                                                    |
|  |                                                              |
|  | Selaginellales                                               |
|  |                                                              |

|  | Isoetales      |
|  |                |
|  | Selaginellales |
|  |                |

## Klasifikacija
Rang i naziv koji se koristi za svojtu koja sadrži postojeće likofite (i njihove najbliže izumrle srodnike) uvelike varira. Tablica 1 u nastavku prikazuje neke od najviših rangova koji su korišteni. Sustavi mogu koristiti svojte na rangu nižem od najvišeg danog u tablici s istim opsegom; na primjer, sustav koji koristi Lycopodiophyta kao najviše rangirani takson može smjestiti sve svoje članove u jedan podrazred.

| Highest rank            | Ime              | Primjeri izvora                      |
| ----------------------- | ---------------- | ------------------------------------ |
| Division (phylum)       | Lycophyta        | Taylor et al. (2009), Mauseth (2014) |
| Division (phylum)       | Lycopodiophyta   | Niklas (2016)                        |
| Subdivision (subphylum) | Lycopodiophytina | Ruggiero et al. (2015)               |
| Class                   | Lycopsida        | Kenrick & Crane (1997)               |
| Class                   | Lycopodiopsida   | PPG I (2016)                         |
| Subclass                | Lycopodiidae     | Chase & Reveal (2009)                |

Neki sustavi koriste viši rang za šire definiran takson likofita koji uključuje neke izumrle skupine koje su dalje povezane s postojećim likofitima, kao što su zosterofili. Na primjer, Kenrick & Crane (1997) koriste pododjel Lycophytina za ovu svrhu, sa svim postojećim likofitima koji spadaju u klasu Lycopsida.  Drugi izvori isključuju zosterofile iz bilo kojeg "likofitnog" taksona. 
U klasifikaciji Pteridophyte Phylogeny Group iz 2016. (PPG I), tri reda su smještena u jedan razred, Lycopodiopsida, koji sadrži sve postojeće vrste likofita. Stariji sustavi koristili su ili tri razreda, po jednu za svaki red, ili dva razreda, prepoznajući bliži odnos između Isoetales i Selaginellales. U tim je slučajevima potrebna svojta višeg ranga koja sadrži klase (vidi tablicu 1). Kao što pokazuje tablica 2, nazivi "Lycopodiopsida" i "Isoetopsida" su dvosmisleni.

| Ordo           | 3 classes e.g. IUCN Red List, 2004 | 2 classes e.g. Yatsentyuk et al. (2001) | 1 class PPG I  |
| -------------- | ---------------------------------- | --------------------------------------- | -------------- |
| Lycopodiales   | Lycopodiopsida                     | Lycopodiopsida                          | Lycopodiopsida |
| Isoetales      | Isoetopsida                        | Isoetopsida                             | Lycopodiopsida |
| Selaginellales | Sellaginellopsida                  | Isoetopsida                             | Lycopodiopsida |

## Redovi
- Isoetales Prantl
- Lycopodiales DC. ex Bercht. & J. Presl
- Selaginellales Prantl
- Drepanophycales †
- Lepidocarpales †
- Lepidodendrales †
- Pleuromeiales †
- Protolepidodendrales †
- Protolepidophytales †

## Evolucija
Lycopodiopsida se razlikuje od drugih vaskularnih biljaka po posjedovanju mikrofila i po svojim sporangijima, koji su bočni za razliku od završnih i koji se otvaraju (dehisciraju) poprečno, a ne uzdužno. U nekim skupinama sporangiji se nalaze na sporofilima koji su skupljeni u strobile. Filogenetska analiza pokazuje da se grupa grana u osnovi evolucije vaskularnih biljaka i da imaju dugu evolucijsku povijest. Fosila ima u izobilju diljem svijeta, posebice u naslagama ugljena. Fosili koji se mogu pripisati Lycopodiopsida prvi put se pojavljuju u silurskom razdoblju, zajedno s nizom drugih vaskularnih biljaka. Silurska Baragwanathia longifolia jedna je od najranijih prepoznatljivih vrsta. Lycopodolica je još jedan silurski rod koji se čini kao rani član ove skupine.[19] Grupa je razvila korijenje neovisno o ostatku vaskularnih biljaka.  
Od devona nadalje, neke su vrste rasle velike i poput stabla. Devonski fosilni likopsidi sa Svalbarda, koji rastu u ekvatorijalnim regijama, povećavaju mogućnost da su crpili dovoljno ugljičnog dioksida da značajno promijene klimu na Zemlji.  Tijekom karbona, drveće biljke (kao što su Lepidodendron, Sigillaria i drugi izumrli rodovi iz reda Lepidodendrales) formirale su ogromne šume koje su dominirale krajolikom. Za razliku od modernog drveća, lišće je izraslo iz cijele površine debla i grana, ali je otpalo kako je biljka rasla, ostavljajući samo mali grozd lišća na vrhu. Likopsidi su imali karakteristična obilježja poput Lepidodendron lycophytes, koji su bili označeni ožiljcima u obliku dijamanta na mjestima gdje su nekada imali lišće. “Quillworts” (red Isoetales) i Selaginella smatraju se svojim najbližim postojećim rođacima i dijele neke neobične značajke s ovim fosilnim likopodima, uključujući razvoj kore, kambija i drva, modificirani sustav izdanaka koji djeluje kao korijenje, bipolarni i sekundarni rast te uspravan stav. Ostaci Lepidodendron likopoda formirali su mnoge naslage fosilnog ugljena. U Fossil Groveu, Victoria Park, Glasgow, Škotska, fosilizirani likofiti mogu se pronaći u pješčenjaku.
Lycopodiopsida je imala svoju najveću raznolikost u Pennsylvaniji (Gornji karbon), osobito stablolike Lepidodendron i Sigillaria koji su dominirali tropskim močvarama. Složena ekologija ovih tropskih kišnih šuma propala je tijekom srednjeg Pennsylvanijskog razdoblja zbog promjene klime. U Euramerici, drvolike vrste su očito izumrle u kasnom Pennsylvanskom razdoblju, kao rezultat prijelaza na mnogo sušu klimu, ustupivši mjesto crnogorici, paprati i preslici. U Cathaysiji (danas južna Kina), drvolike vrste preživjele su do perma. Bez obzira na to, likopodiopsidi su rijetki u lopingu (najkasniji perm), ali su ponovno zauzeli dominaciju u induskom razdoblju (najraniji trijas), osobito Pleuromeia. Nakon permsko-trijaskog izumiranja širom svijeta, članovi ove skupine bili su pioniri u ponovnom naseljavanju staništa kao oportunističkih biljaka. Heterogenost kopnenih biljnih zajednica značajno se povećala tijekom srednjeg trijasa kada su se biljne skupine poput preslice, paprati, pteridosperma, cikasa, ginka i četinjača brzo ponovno pojavile i diverzificirale.